# Deividas Dulkys
Deividas Dulkys (Šilutė, 21 marzo 1988) è un ex cestista e allenatore di pallacanestro lituano.

## Carriera
Dal 2008 al 2012 ha militato nei Florida State Seminoles. Nel luglio 2012 ha disputato 2 incontri del Torneo di Qualificazione Olimpica con la Nazionale lituana.